# Lutte aux Jeux olympiques d'été de 2000
Navigation
Atlanta 1996 Athènes 2004
Aux Jeux olympiques de 2000, 16 épreuves de lutte (huit de lutte gréco-romaine et huit de lutte libre)

## Tableau des médailles
| Rang | Nation        | Or | Argent | Bronze | Total |
| ---- | ------------- | -- | ------ | ------ | ----- |
| 1    | Russie        | 6  | 2      | 1      | 9     |
| 2    | États-Unis    | 2  | 2      | 3      | 7     |
| 3    | Cuba          | 1  | 3      | 1      | 5     |
| 4    | Corée du Sud  | 1  | 2      | 1      | 4     |
| 5    | Bulgarie      | 1  | 1      | 0      | 2     |
| 6    | Turquie       | 1  | 0      | 1      | 2     |
| 7    | Suède         | 1  | 0      | 0      | 1     |
| 7    | Iran          | 1  | 0      | 0      | 1     |
| 7    | Canada        | 1  | 0      | 0      | 1     |
| 7    | Azerbaïdjan   | 1  | 0      | 0      | 1     |
| 11   | Ukraine       | 0  | 2      | 0      | 2     |
| 12   | Ouzbékistan   | 0  | 1      | 0      | 1     |
| 12   | Kazakhstan    | 0  | 1      | 0      | 1     |
| 12   | Japon         | 0  | 1      | 0      | 1     |
| 12   | Hongrie       | 0  | 1      | 0      | 1     |
| 16   | Géorgie       | 0  | 0      | 3      | 3     |
| 17   | Corée du Nord | 0  | 0      | 1      | 1     |
| 17   | Macédoine     | 0  | 0      | 1      | 1     |
| 17   | Finlande      | 0  | 0      | 1      | 1     |
| 17   | Chine         | 0  | 0      | 1      | 1     |
| 17   | Biélorussie   | 0  | 0      | 1      | 1     |
| 17   | Grèce         | 0  | 0      | 1      | 1     |

## Résultats

### Lutte libre hommes
| Catégorie                    | Or                           | Argent                      | Bronze                              |
| Mouche Moins de 54 kg        | Namiq Abdullayev Azerbaïdjan | Samuel Henson États-Unis    | Amirán Kardánof Grèce               |
| Coq Moins de 58 kg           | Alireza Dabir Iran           | Yevhen Buslovych Ukraine    | Terry Brands États-Unis             |
| Plume Moins de 63 kg         | Murad Umakhanov Russie       | Serafim Barzakov Bulgarie   | Jang Jae-sung Corée du Sud          |
| Léger Moins de 69 kg         | Daniel Igali Canada          | Arsen Gitinov Russie        | Lincoln McIlravy États-Unis         |
| Welter Moins de 76 kg        | Brandon Slay États-Unis      | Moon Eui-jae Corée du Sud   | Adem Bereket Turquie                |
| Moyen Moins de 85 kg         | Adam Saytiev Russie          | Yoel Romero Cuba            | Mogamed Ibragimov Macédoine du Nord |
| Lourd Moins de 97 kg         | Sagid Murtazaliev Russie     | Islam Bayramukov Kazakhstan | Eldar Kurtanidze Géorgie            |
| super-welter Moins de 130 kg | David Musulbes Russie        | Artur Taymazov Ouzbékistan  | Alexis Rodríguez Cuba               |

### Lutte gréco-romaine hommes
| Catégorie                    | Or                          | Argent                         | Bronze                        |
| Mouche Moins de 54 kg        | Sim Kwon-ho Corée du Sud    | Lazaro Rivas Cuba              | Kang Yong-Gyun Corée du Nord  |
| Coq Moins de 58 kg           | Armen Nazarian Bulgarie     | Kim In-sub Corée du Sud        | Sheng Zetian Chine            |
| Plume Moins de 63 kg         | Varteres Samurgashev Russie | Juan Marén Cuba                | Akaki Chachua Géorgie         |
| Léger Moins de 69 kg         | Filiberto Ascuy Cuba        | Katsuhiko Nagata Japon         | Alexeï Glouchkov Russie       |
| Welter Moins de 76 kg        | Murat Kardanov Russie       | Matt James Lindland États-Unis | Marko Yli-Hannuksela Finlande |
| Moyen Moins de 85 kg         | Hamza Yerlikaya Turquie     | Sándor Bárdosi Hongrie         | Mukhran Vakhtangadze Géorgie  |
| Lourd Moins de 97 kg         | Mikael Ljungberg Suède      | Davyd Saldadze Ukraine         | Garrett Lowney États-Unis     |
| super-welter Moins de 130 kg | Rulon Gardner États-Unis    | Aleksandr Karelin Russie       | Dmitry Debelka Biélorussie    |